# Памятник Марии Терезии

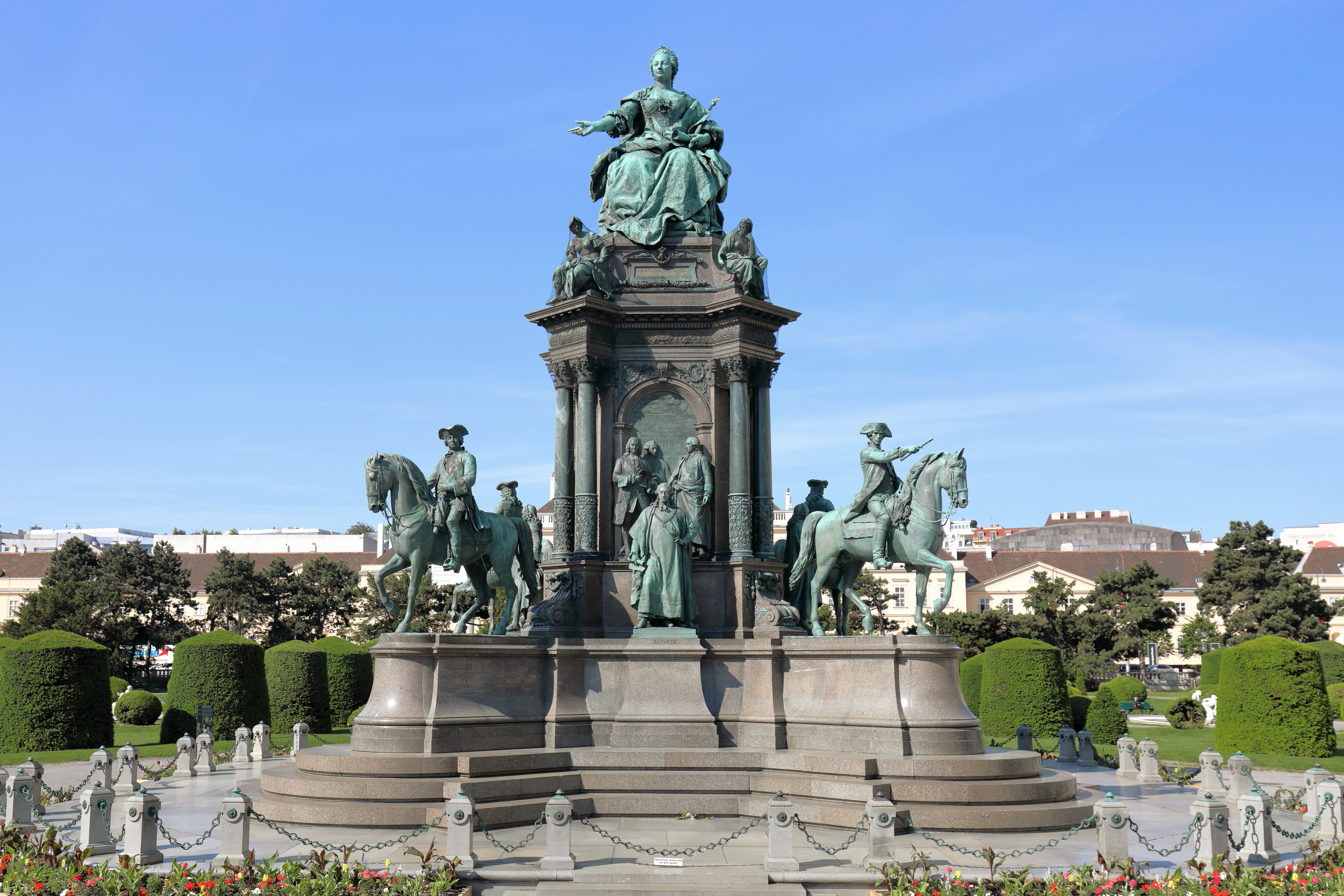
Памятник Марии Терезии в Вене

Памятник Марии Терезии (нем. Maria-Theresien-Denkmal) — монумент, возведённый в Вене представительнице династии Габсбургов Марии Терезии, эрцгерцогине Австрийской и императрице Священной Римской империи. Мария Терезия правила в Габсбургской монархии в 1740—1780 годах. Памятник был установлен в 1888 году на площади в центре города, которая также получила название в честь императрицы.
В 1874 году скульпторы Иоганнес Бенк, Карл Кундман и Каспар Цумбуш представили свои проекты памятника Марии Терезии. Император Франц Иосиф I выбрал проект Цумбуша. Скульптор вместе с учеником Антоном Бренеком работал над бронзовой скульптурой весом в 44 тонны в течение тринадцати лет. Архитектурная часть памятника была поручена Карлу фон Хазенауэру.
Основание памятника занимает площадь в 632 кв. м, высота памятника составляет 19,36 м. Скульптурный портрет сидящей императрицы имеет высоту 6 метров. Основание и цепочные стойки выполнены из маутхаузенского гранита, пьедестал — из богемского коричневого амфиболового гранита, колонны — из випитенского серпентинита.
За содержательную программу памятника отвечал Альфред фон Арнет, директор имперского государственного архива. На вершине памятника Мария Терезия восседает на троне, она держит в левой руке скипетр и прагматическую санкцию, давшую ей власть в Габсбургской монархии и Венгрии, а правой рукой приветствует народ. Вокруг трона на главном карнизе расположились четыре аллегорические женские фигуры кардинальных добродетелей Справедливости, Силы, Милосердия и Мудрости. В люнетах по четырём сторонам постамента выполнены горельефы, а перед ними установлены статуи на разные темы:
- Среди советников императрицы представлены в статуе Антон Венцель Кауниц и на барельефе Иоганн Кристоф фон Бартенштейн, Гундакер Томас Штаремберг и Флоримон де Мерси-Аржанто на фоне Глориетты Шённбруннского сада.
- Среди управленцев императрицы представлены в статуе Фридрих Вильгельм фон Гаугвиц и на барельефе Антал Грассалкович I (от королевства Венгрия), Самуэль фон Брукенталь (от Трансильвании), Пауль Йозеф Риггер (учёный-правовед), Йозеф Зонненфельс (реформатор системы управления) и Карл Антон Мартини (профессор государственного права), совещающиеся в одном из кабинетов Хофбурга.
- Среди военачальников императрицы представлены в статуе Йозеф Венцель I и на барельефе Франц Мориц фон Ласси, Андраш Хадик и Франц Леопольд Надашди на фоне крепости в Винер-Нойштадте, где в 1752 году была основана Терезианская академия.
- Науку и искусство при императрице олицетворяют в статуе врач Герард ван Свитен и на барельефе нумизмат Иоганн Иосиф Иларий Эккель, историк Дьёрдь Прай и композиторы Кристоф Виллибальд Глюк, Йозеф Гайдн и изображённый ребёнком Вольфганг Амадей Моцарт на фоне старого здания Венского университета.

По двум диагональным осям памятника установлены четыре конные статуи военачальников эпохи Марии Терезии: Леопольда Йозефа Дауна, Людвига Андреаса Кевенхюллера, Эрнста Гидеона Лаудона и Отто Фердинанда фон Абенсперга-унд-Трауна.

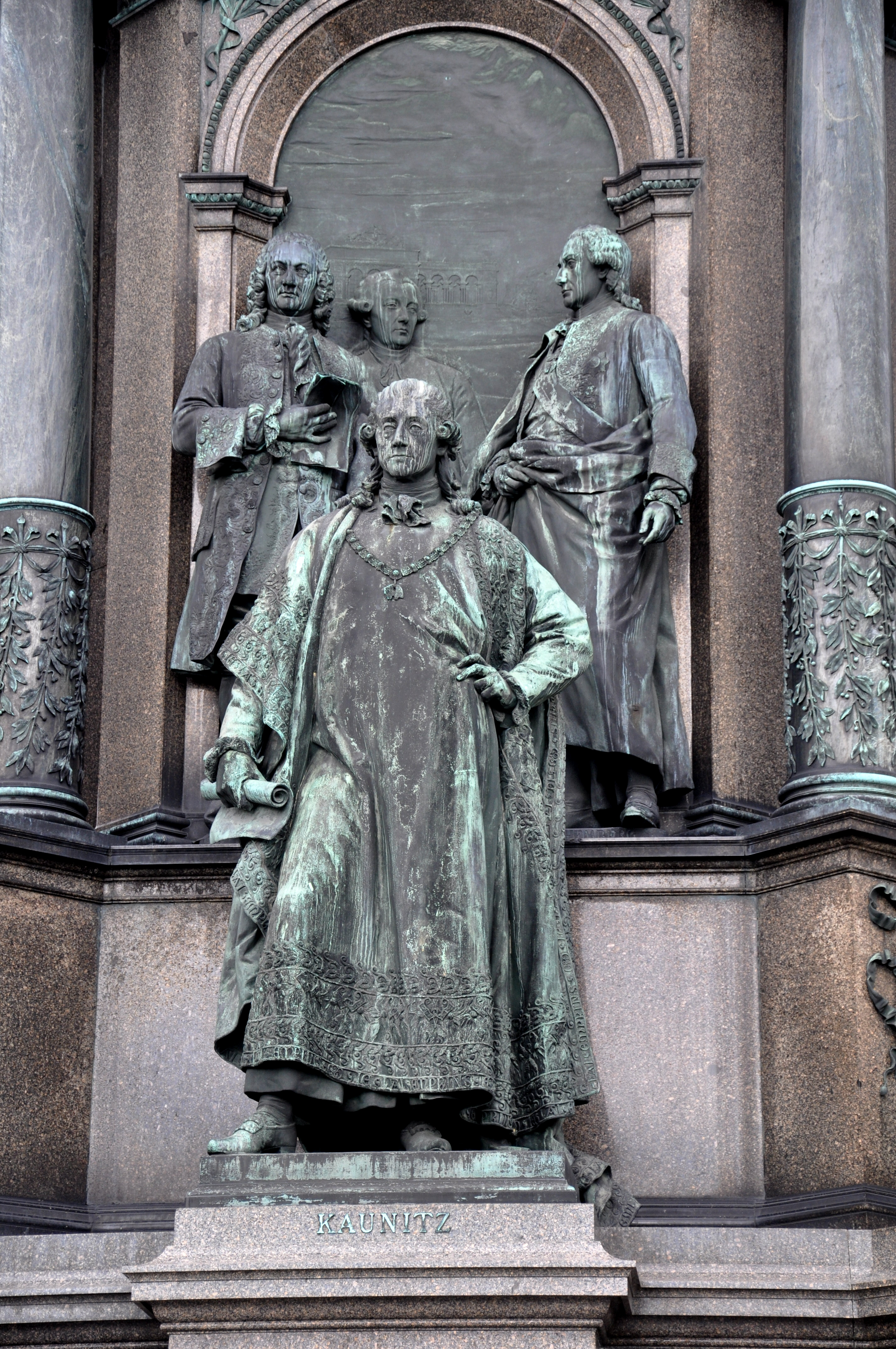
Советники
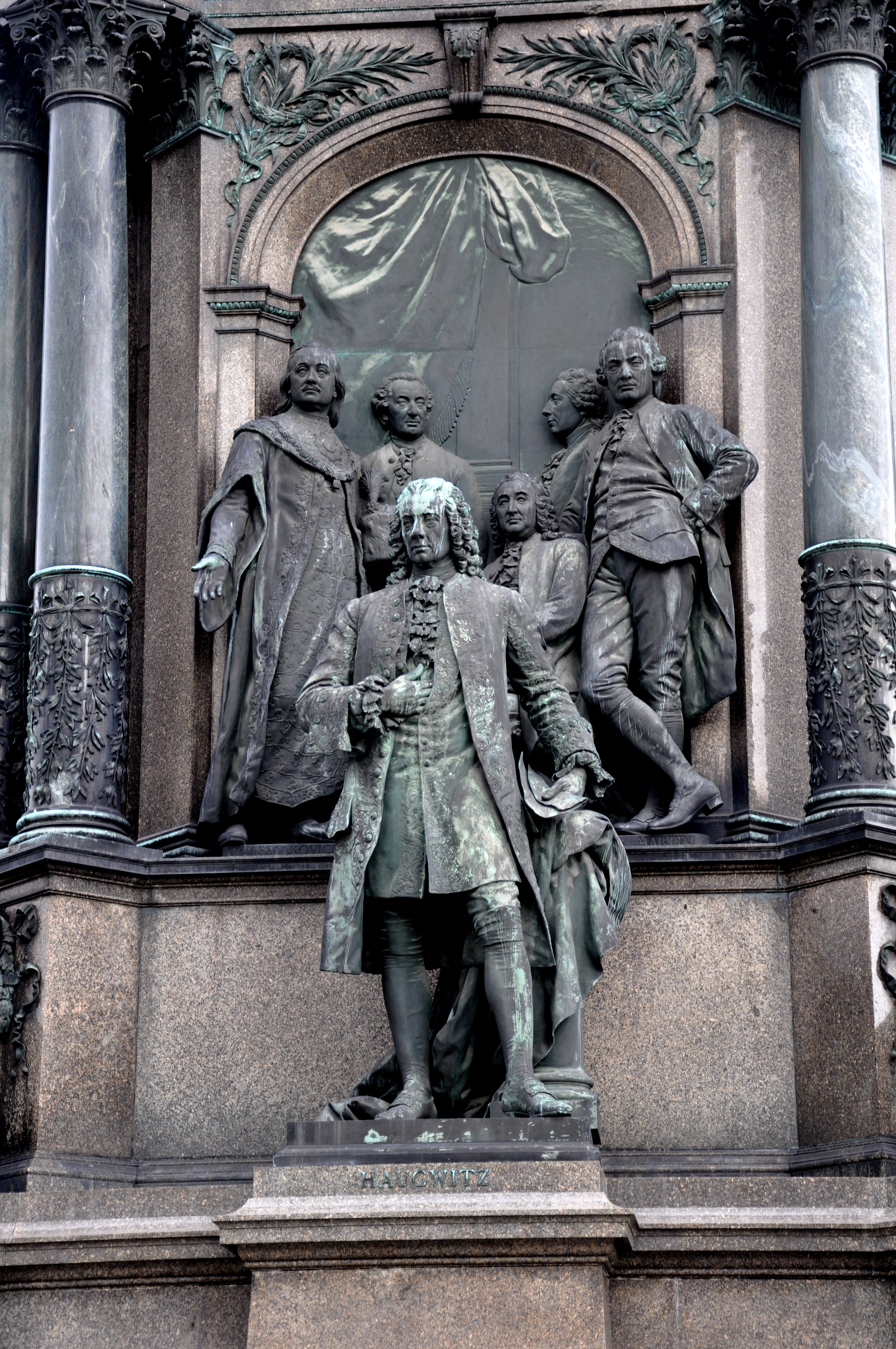
Управленцы
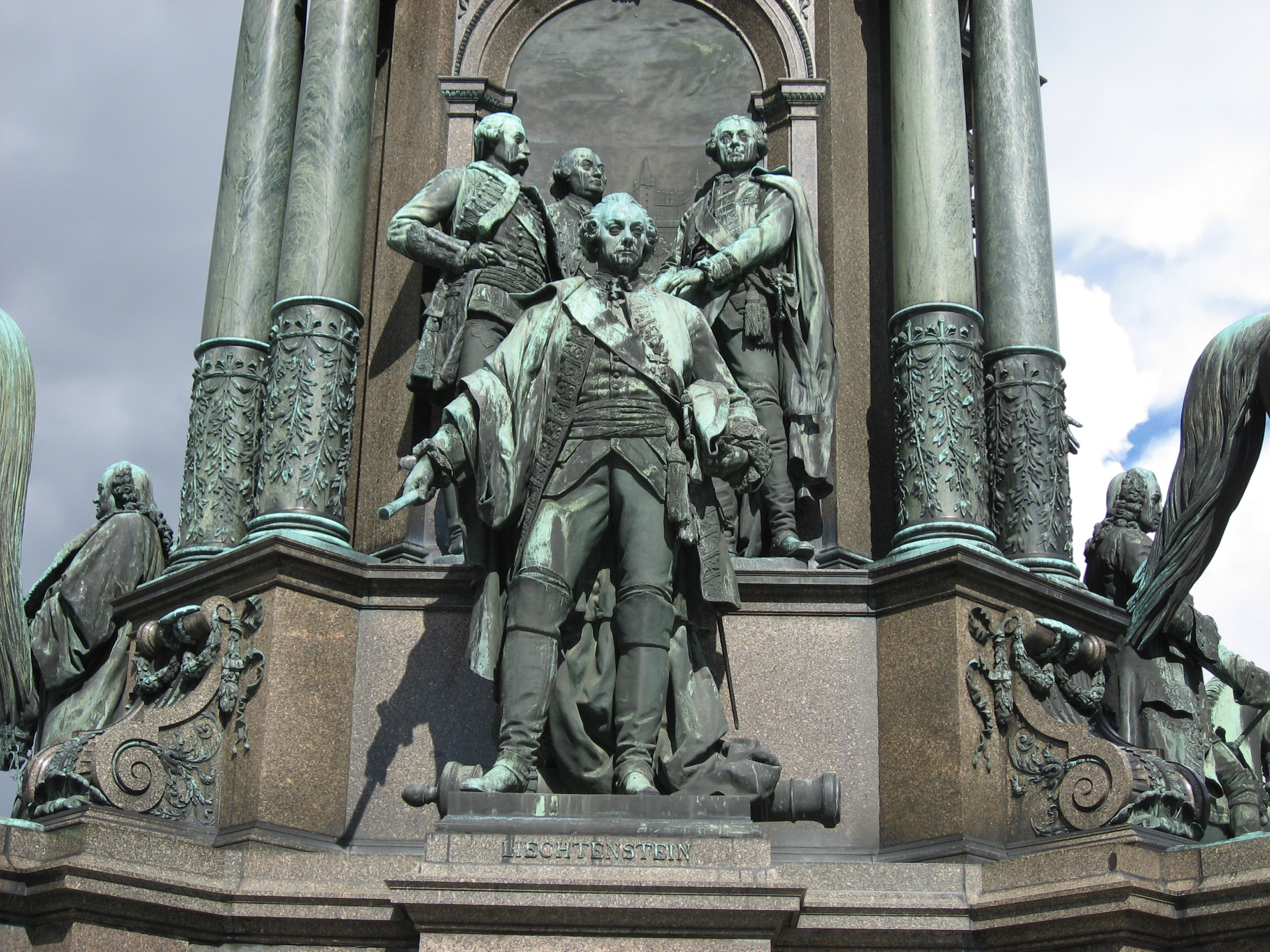
Военачальники
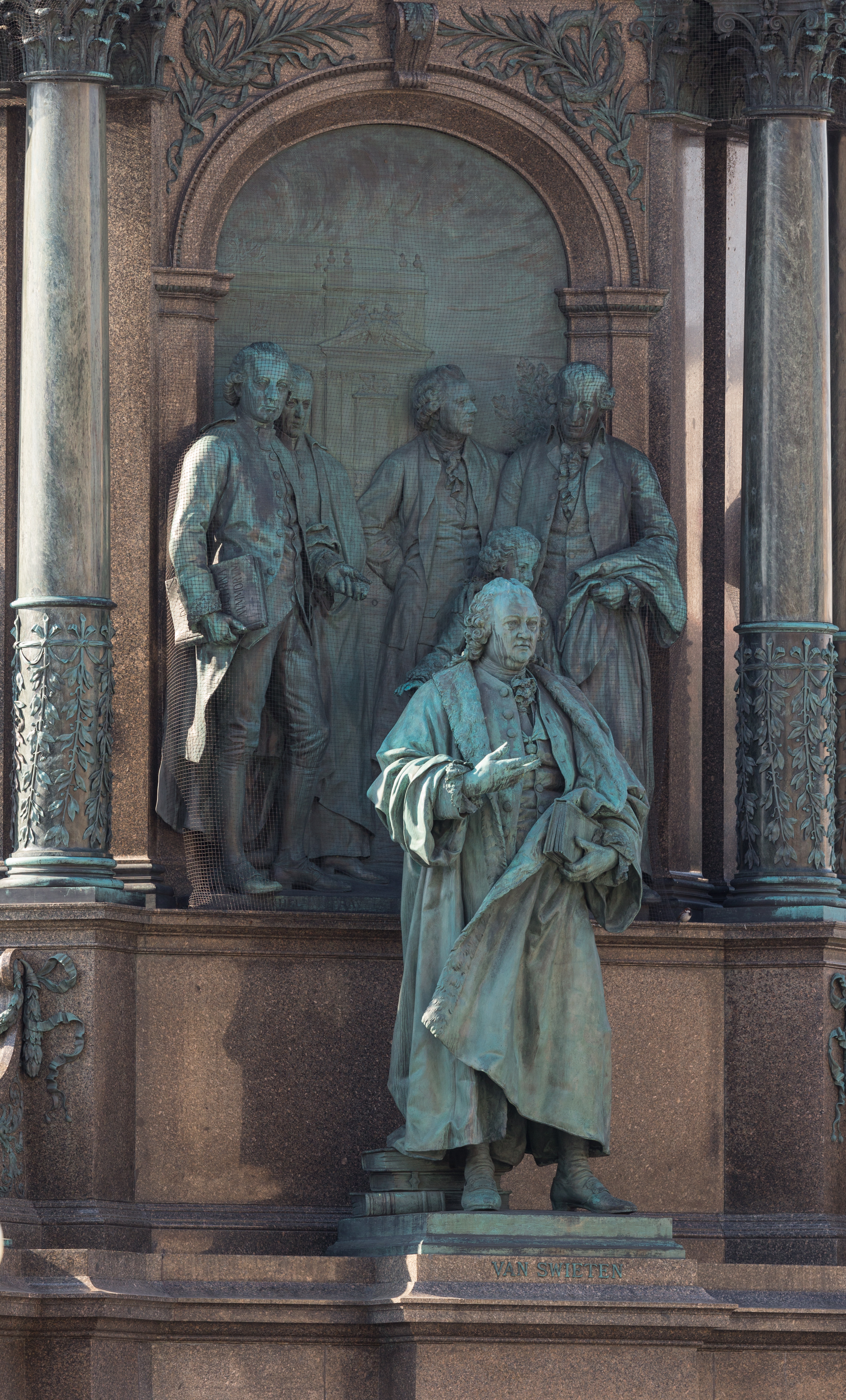
Представители науки и искусства